# Melchor de Abarca
Melchor de Abarca y Velasco (c.1680 - Girona, 1760) Baró d'Abarca, fou militar espanyol partidari de Felip V durant la Guerra de Successió Espanyola i lluità en la batalla de l'11 de setembre de 1714 a Barcelona.
La seva carrera militar s'inicià el 1703 quan ingressà al regiment de les Reials Guàrdies Espanyoles. Dos anys després fou ascendit a tinent, el 1711 a capità i el 1721 a capità de granaders, esdevenint posteriorment capità de fusellers. El 1727 fou ascendit a brigadier d'infanteria, el 1734 a mariscal de camp i aquell mateix any a tinent general, càrrecs que li valgueren el reconeixement suficient per esser nomenat governador i corregidor de Tarragona el 1745. Posteriorment el 1754 fou nomenat governador i corregidor de Girona i finalment el 1759 fou nomenat capità general d'Extremadura, per bé que morí a Girona sense arribar a prendre possessió del càrrec.